# 小行星70745
小行星70745（70745 Aleserpieri）是一颗绕太阳运转的小行星，为主小行星带小行星。该小行星于1999年11月9日发现。
該小行星以義大利天文學家亞歷山卓·塞皮耶里命名。

## 轨道参数
小行星70745的轨道半长轴为2.5757352 UA，离心率为0.059。